# Libera Accademia di Belle Arti
La Libera Accademia di Belle Arti di Brescia (LABA o Accademia di Belle Arti LABA), è un istituto universitario privato con sede a Brescia, legalmente riconosciuta dal Ministero dell'università e della ricerca e compresa nel comparto universitario dell'alta formazione artistica, musicale e coreutica (AFAM).

## Struttura
La sede centrale si trova in un ex-opificio sito in via don Giacomo Vender 66, sulle rive del fiume Mella a Brescia. Il distaccamento LABA Production si trova in un'ex fabbrica d'armi ristrutturata vicina alla stazione di Brescia in via privata de Vitalis 1, mentre LABA Ricerca e sviluppo è ubicato via Cefalonia 58; infine, la sede LABA Trentino si trova nella città di Rovereto in via San Giorgio 42. Attualmente la sede trentina risulta chiusa per una mancata autorizzazione da parte del MUR a svolgere le attività laboratoriali.
L'accademia dispone di altre sedi, autorizzate dal MUR a rilasciare titoli, site in piazza di Badia a Ripoli a Firenze e in via Roma a Rimini; quest'ultima attiva dal 2001.

## Relazioni internazionali
L'ente aderisce al programma Erasmus+ e collabora con alcuni istituti d'Africa, Cina e Vietnam; tra i quali il Politecnico di Dalian, la Chongqing University e con la Tianjin University, per la progettazione, la ricerca e la comunicazione.